# Duophonic Records
Duophonic Records también conocida como Duophonic Ultra High Frequency Disks Limited es el nombre de un sello discográfico independiente formado por el grupo inglés de rock Stereolab. El mismo está conformado por Duophonic Ultra High Frequency Disks (para lanzamientos de CD) y Duophonic Super 45s para discos de vinilo. El mánager de la compañía es Martin Pike.
Además de editar álbumes de Stereolab, el sello editó material de otras bandas de estilo similar como Tortoise, Broadcast y Labradford.

## Algunos artistas de la discográfica
- Broadcast
- Daft Punk (algunos materiales)
- Imitation Electric Piano
- Monade
- The Notwist
- Yo La Tengo